# Weinberg-Gymnasium Kleinmachnow
Das Weinberg-Gymnasium in Kleinmachnow ist eine mathematisch-naturwissenschaftlich-technisch orientierte öffentliche Schule mit einer über 75-jährigen Geschichte. Das Hauptgebäude der Schule ist ein eingetragenes Baudenkmal.

## Geschichte

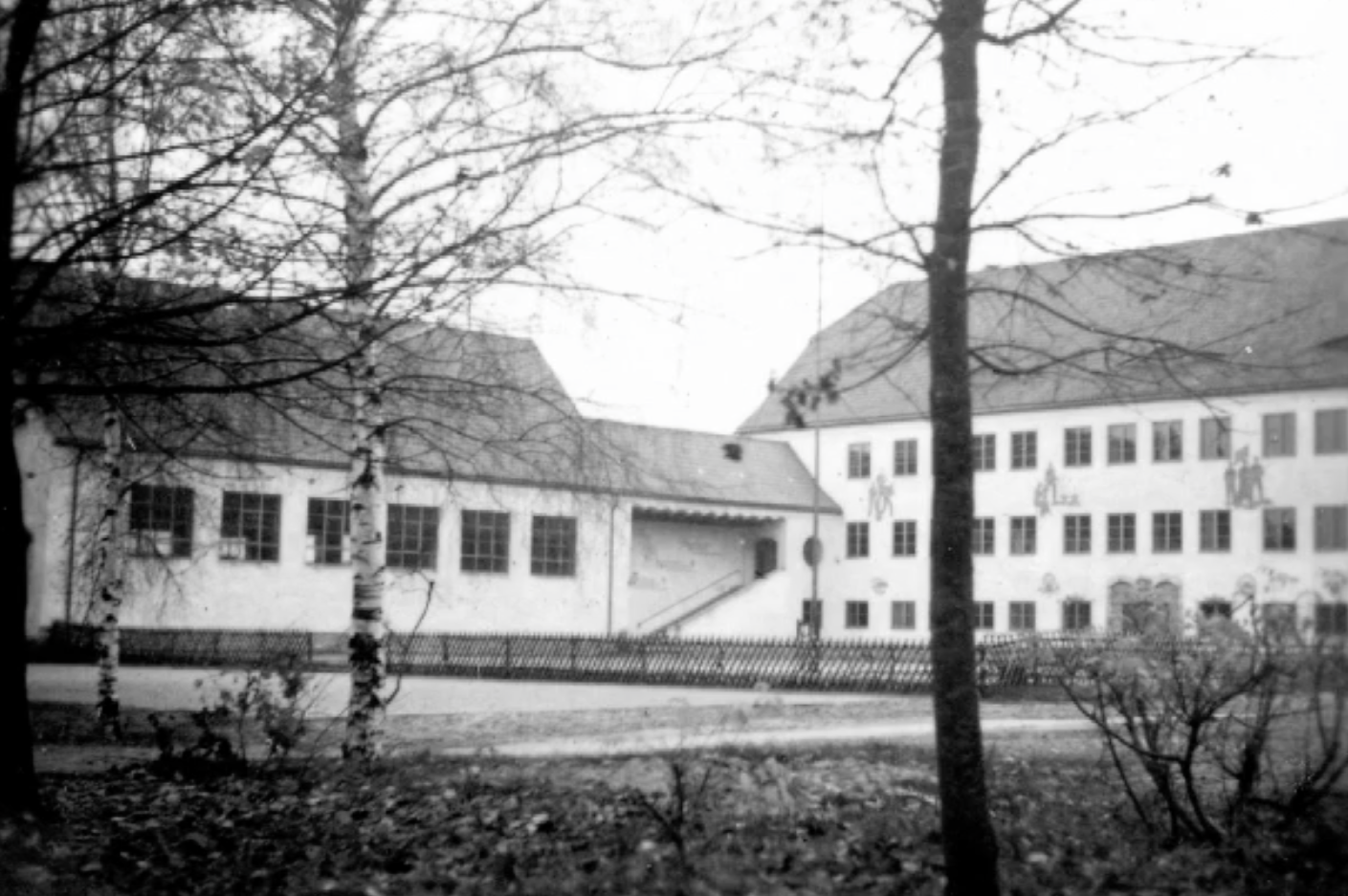
Altes Bild vom Schulhof

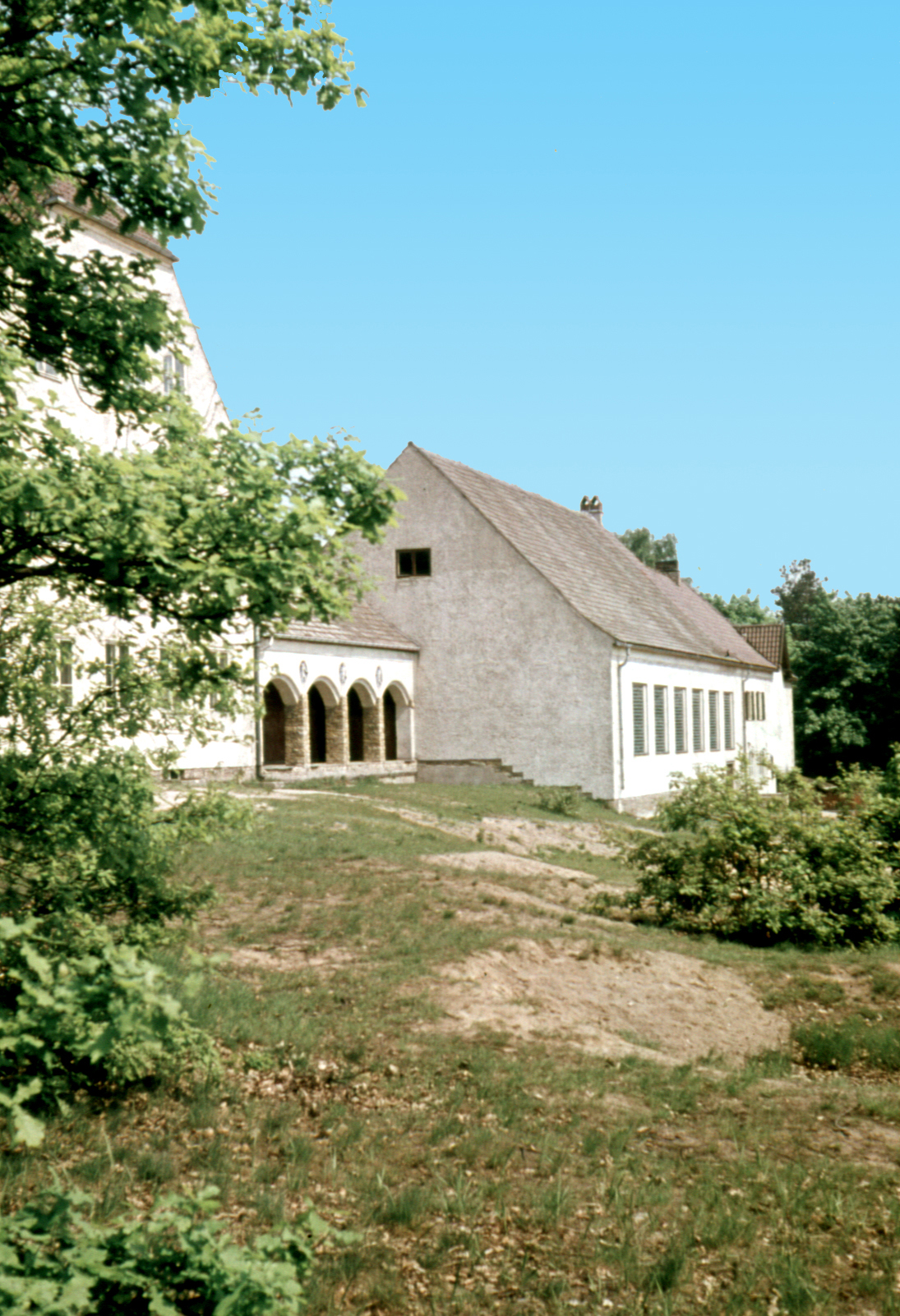
Ansicht vom Süden, um 1965

Das denkmalgeschützte Hauptgebäude des Weinberg-Gymnasiums wurde ab dem 9. April 1937 als Oberschule erbaut. Unterricht fand seit dem 30. September 1938 statt. Zu Zeiten der DDR war das Weinberg-Gymnasium eine Spezialschule mathematisch-naturwissenschaftlich-technischer Richtung.

### Aufbau

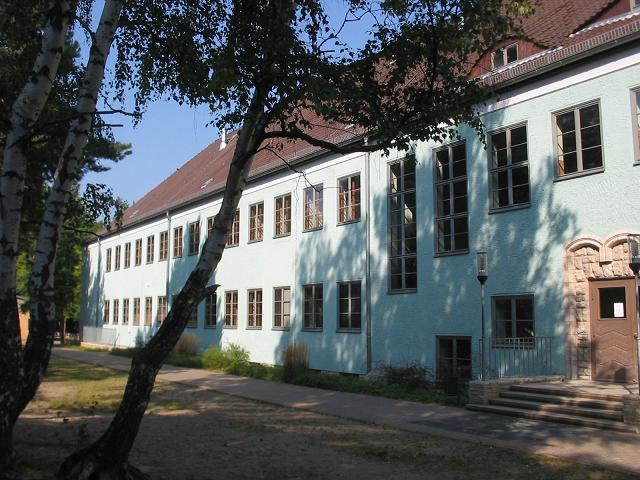
Ansicht des Hauptgebäudes von hinten

Die Schulgebäude haben vier Etagen, Ebenen genannt, die neben Treppen über Fahrstühle zu erreichen sind. Die Ebene 0, das Erdgeschoss ist durch einen Haupteingang und fünf Nebeneingänge zu erreichen. Im Foyer befinden sich ein digitaler Vertretungsplan und Sitzmöglichkeiten. In dieser Ebene sind rechts des Foyers die fremdsprachlichen Unterrichtsräume untergebracht und der Hausmeister hat dort einen Arbeitsraum. Im naturwissenschaftlichen Trakt der Schule befindet sich in Ebene 0 der Fachbereich Chemie. Links des Foyers befinden sich die sogenannte Große Aula und die Sporthalle mit den Umkleidekabinen. Im ersten Obergeschoss, der Ebene 1 sind die Räume für die Fächer Deutsch, Geschichte, Kunst und Physik. Außerdem befindet sich dort das Sekretariat und das Lehrerzimmer. In der Ebene 2 gibt es Räume für die Fächer Musik, Geographie, Mathematik, Biologie und Computerkabinette. Im Dachgeschoss, der Ebene 3 ist im Anbau an das Hauptgebäude die Kleine Aula untergebracht.

## Veranstaltungen

### Wettbewerbe
Schüler des Weinberg-Gymnasiums nehmen und nahmen an verschiedenen Wettbewerben teil. Dies sind
- Musikwettbewerb 100 % Musik
- die Physikolympiade
- die Mathematikolympiade
- der Känguruwettbewerb
- die Europäische ScienceOlympiade
- Jugend trainiert für Olympia
- der Diercke WISSEN Geografiewettbewerb und Geografiejuniorwettbewerb
- der Bundeswettbewerb Informatik
- die Landesolympiade Junger Biologen
- die Internationale JuniorScienceOlympiade (IJSO)
- die Europäische Naturwissenschaftsolympiade (EUSO)
- die Internationale Biologie-Olympiade (IBO)
- Jugend forscht
- ChemKids
- der Länderwettbewerb „Chemie – die stimmt!“
- die Landesolympiade Chemie
- The Big Challenge
- Informatik-Biber
- die Deutscholympiade
- der National-Geographic-Wissenswettbewerb
- Schultheater der Länder

### Regelmäßige Veranstaltungen in der Schule
Am Tag der Wissenschaften halten Wissenschaftler und Eltern Vorträge außerhalb der Unterrichtseinheiten vor Schülern. In der Projektwoche, die traditionell in der letzten Novemberwoche stattfindet, werden Workshops durchgeführt, wobei sich jede Klassenstufe einem Thema widmet. Im Rahmen der Projektwoche werden gegebenenfalls Exkursionen durchgeführt. In der sogenannten SmS-Woche (Schüler machen Schule) unmittelbar vor den Sommerferien besuchen Schüler Kurse, die von anderen Schülern angeboten und geleitet werden. Einmal jährlich findet ein Tag der offenen Tür am Weinberg-Gymnasiums statt. Auf dem alljährlich stattfindenden Weihnachtskonzert der Schule stellen Musiker der Jahrgangsstufen 6 bis 12 Musikstücke vor. Jedes Jahr findet auch ein Weihnachtsmarkt statt.

## Schüleraustausch
Seit 2001 findet ein Schüleraustausch mit der Deutschen Schule Budapest, dem Thomas-Mann-Gymnasium, statt. Der Austausch findet zweimal jährlich mit 20 Schülern der 9. Jahrgangsstufe aus Budapest, die fließend deutsch sprechen, statt. Im September jeden Jahres fahren die Schüler des Weinberg-Gymnasiums nach Ungarn. Der Gegenbesuch findet im folgenden Juni statt.
Ein Schüleraustausch nach Frankreich fand im April und Juni 2013 mit der Schule Bossuet Notre-Dame in Paris statt. An diesem Austausch nahmen ebenfalls Schüler der Klassenstufe 9 teil. Im April besuchten die Kleinmachnower Schüler Paris, im Juni fand der Gegenbesuch statt.

## Arbeitsgemeinschaften
Aufgrund des naturwissenschaftlichen Profils der Schule werden in erster Linie Arbeitsgemeinschaften zu diesen Fachgebieten angeboten. Die Arbeitsgemeinschaften Chemie, Biologie und Physik nahmen erfolgreich an weiterführenden Wettbewerben teil, zum Beispiel bei der Chemie-Olympiade des Landes Brandenburg. Neben der naturwissenschaftlichen Orientierung besteht an der Schule auch die Möglichkeit an künstlerisch-darstellerischen Arbeitsgemeinschaften teilzunehmen. Seit 1991 präsentiert das Theater am Weinberg teilweise überregional Aufführungen des Schülertheaters. So haben die Schauspieler des Weinberg-Gymnasiums erfolgreich am Schultheater der Länder 2009 in Hamburg teilgenommen. 2007 wurde der musikalisch-fachliche Bereich durch eine Band erweitert, die Musik des Genres Irish Folk aufführt.

## Bekannte und ehemalige Schüler
- Peer Giesecke (* 1951), Landrat des Landkreises Teltow-Fläming 1993–2012
- Rainer Oleak (* 1953), Musiker, Komponist und Produzent
- Matthias Platzeck (* 1953), ehemaliger Ministerpräsident des Landes Brandenburg, Umweltminister, SPD-Parteivorsitzender
- Wolfgang Blasig (* 1954), seit 2009 Landrat des Landkreises Potsdam-Mittelmark
- Nelly Marie Bojahr (* 1988), Model